# Dimensione Alfa
Dimensione Alfa (Otherworld) è una serie televisiva statunitense di fantascienza ideata da Bruce A. Taylor, Coleman Luck e Roderick Taylor.
La serie è ambientata in un universo parallelo.
La serie non ha avuto molto successo e venne prodotta una sola stagione di 8 episodi, anche se ne erano previsti 13, lasciando così la serie senza un finale.
È stata trasmessa in Italia nel 1986 su Italia 1.

## Trama
Gli Sterling, tipica famiglia americana, sono in Egitto, in vacanza.
Durante l'esplorazione di una piramide i protagonisti a seguito di un tentativo di ricatto da parte della loro guida vengono abbandonati all'interno, quando si verifica un inconsueto allineamento di pianeti che li proietta in un universo parallelo. La Terra non è più il pianeta che conosciamo, ma si chiama Thel ed è governata da una Chiesa dell'Intelligenza artificiale e dal suo braccio armato, un esercito che semina il terrore. Gli Sterling viaggiano attraverso le varie regioni del pianeta alla ricerca di un modo per tornare a casa braccati dall'esercito al comando del comandante Kroll.

## Episodi
| Stagione       | Episodi | Prima TV Originale | Prima TV Italia |
| -------------- | ------- | ------------------ | --------------- |
| Prima stagione | 8       | 1985               | 1986            |